# 伦敦圣潘克拉斯万丽酒店
伦敦圣潘克拉斯万丽酒店（St. Pancras Renaissance London Hotel）是英格兰伦敦的一个酒店，构成圣潘克拉斯车站的正立面。它于2011年开业，前身是由乔治·吉尔伯特·斯科特设计的米德兰大酒店（Midland Grand Hotel），属米德兰铁路公司，在1873年开业，1935年关闭。 其钟楼高达82米，超过一半高度可以使用。 
1996年，為媚兒碧、媚兒喜、潔芮·哈利維爾、愛瑪·邦頓和維多莉亞·貝克漢拍摄《Wannabe》音樂影片的地點。
2004年，旧米德兰大酒店的房间得以恢复，并在西侧修建了新的房间。 重建的酒店包括244间卧室、2个餐厅, 2个酒吧，一个健康休闲中心, 一个舞厅，以及20个会议与功能室。重建的建筑师是凯达环球。同时，建筑的上层被改建为68套公寓。
2011年3月14日圣潘克拉斯万丽酒店开业，5月5日正式开幕 – 距1873年首次开业恰好138年。